# Hydroxyl
Trong hóa học, một nhóm hydroxyl hay nhóm hydroxy là một nhóm chức có công thức hóa học −OH. Hydroxy bao gồm một nguyên tử oxy liên kết cộng hóa trị với một nguyên tử hydro. Trong hóa hữu cơ, alcohol và acid carboxylic chứa một hoặc nhiều nhóm hydroxy. Cả anion HO−
, được gọi là hydroxide, và gốc trung tính HO·, được gọi là gốc hydroxyl, đều bao gồm một nhóm hydroxy không liên kết.
Theo định nghĩa của IUPAC, thuật ngữ hydroxyl chỉ dùng để chỉ gốc hydroxyl (·OH), trong khi nhóm chức −OH được gọi là nhóm hydroxy.

## Tính chất

Acid sulfuric chứa hai nhóm hydroxyl.

Nước, alcohol, acid carboxylic và nhiều hợp chất chứa hydroxy khác có thể dễ dàng bị khử proton do sự khác biệt lớn giữa độ âm điện của oxy (3,5) và của hydro (2,1). Các hợp chất chứa hydroxy tham gia vào liên kết hydro liên phân tử làm tăng lực hút tĩnh điện giữa các phân tử và do đó đạt điểm sôi và điểm nóng chảy cao hơn so với các hợp chất thiếu nhóm chức này. Các hợp chất hữu cơ, thường ít tan trong nước, sẽ tan trong nước khi chúng chứa hai hoặc nhiều nhóm hydroxy, ví dụ như đường và amino acid.

## Hydroxide
Hydroxide là tên gọi phổ biến nhất cho anion OH−, bao gồm một nguyên tử oxy liên kết với một nguyên tử hydro, thông thường phát sinh ra từ sự điện li của một base. Nó là một trong những ion hai nguyên tử đơn giản nhất đã biết.

## Gốc tự do hydroxyl

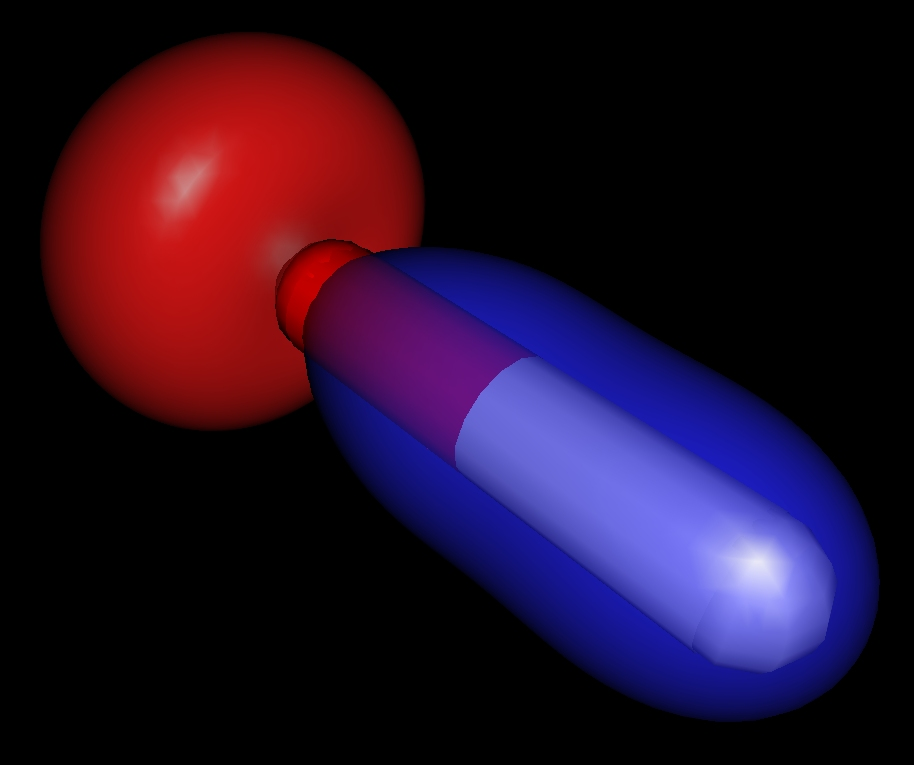
Orbital phân tử của gốc hydroxyl với electron không bắt cặp.

Gốc hydroxyl (·OH) là một gốc tự do có khả năng tham gia phản ứng rất cao, vì thế nó chỉ tồn tại trong thời gian rất ngắn, tuy nhiên, nó tạo thành một phần quan trọng của hóa học về gốc. Phần lớn các gốc hydroxyl tự do đáng lưu ý đến đều được sinh ra từ sự phân hủy của các peroxide (R−O−O−R), hay trong hóa học khí quyển, bằng phản ứng của nguyên tử oxy đang tồn tại với nước. Nó cũng là một gốc quan trọng được hình thành trong bức xạ hóa học, do nó dẫn tới sự hình thành của hydro peroxide và oxy, điều này dẫn tới sự gia tăng của quá trình ăn mòn và cracking ứng suất ăn mòn (SCC) trong các hệ thống làm lạnh liên quan tới các môi trường phóng xạ.

### Tác động trong khí quyển
Các gốc hydroxyl thông thường được coi là "chất tẩy rửa" của tầng đối lưu do nó phản ứng với nhiều chất gây ô nhiễm không khí, thông thường đóng vai trò của bước đầu tiên trong việc loại bỏ các chất này. Phản ứng đầu tiên của nó với nhiều hợp chất hữu cơ dễ bay hơi (VOC) là loại bỏ nguyên tử hydro để tạo ra nước và gốc ankyl (R·).
OH + RH → H2O + R·
Gốc ankyl thông thường sẽ phản ứng nhanh chóng với oxy để tạo ra gốc peroxy.
R· + O2 → RO2
Sự hủy diệt của gốc này trong tầng đối lưu phụ thuộc vào nhiều yếu tố, như cường độ chiếu sáng từ Mặt Trời, độ ô nhiễm trong khí quyển và bản chất của gốc ankyl đã tạo ra nó.

### Tác động trong sinh học
Khi hệ thống sinh học tiếp xúc với các gốc hydroxyl, chúng có thể gây tổn hại cho các tế bào, bao gồm cả tế bào ở người, nơi chúng có thể phản ứng với DNA, lipid và protein.
Gốc hydroxyl tự do có chu kỳ bán rã trong cơ thể sống (in vivo) rất ngắn, chỉ khoảng 10−9 s và có khả năng phản ứng cao. Điều này làm cho nó là một chất rất nguy hiểm trong cơ thể sinh vật. Không giống như superoxide, là chất có khả năng bị khử độc bằng enzym superoxide dismutaza (SOD), gốc hydroxyl không thể loại bỏ bằng các phản ứng theo cơ chế enzym, do điều này đòi hỏi sự khuếch tán của nó trong hệ thống hoạt hóa enzym. Do sự khuếch tán là chậm hơn nhiều so với chu kỳ bán rã của gốc này nên nó sẽ phản ứng với bất kỳ hợp chất nào có khả năng oxy hóa nằm xung quanh nó. Điều này làm cho nó có thể gây tổn hại gần như mọi kiểu phân tử lớn: các carbohydrat, các acid nucleic (gây ra đột biến), các lipid (peroxide hóa lipid) và các amino acid (chẳng hạn chuyển hóa phenylalanin thành m-tyrosin và o-tyrosin). Biện pháp duy nhất để bảo vệ các cấu trúc tế bào quan trọng là sử dụng các chất chống oxy hóa như glutathion và các hệ thống sửa chữa có hiệu quả.